# Ferrari Rossa
De Ferrari Rossa was een tweezits-conceptwagen van het Italiaanse automerk Ferrari. In 2000 werd de wagen aan het publiek voorgesteld tijdens het Autosalon van Turijn. Hij werd ontworpen door Pininfarina om hun 70-jarig bestaan te vieren.
De Rossa is gebouwd op hetzelfde platform als dat van de Ferrari 550 Maranello, met een 5.5 V12-motor die een topsnelheid behaalde van 300 km/u.